# Gunners FC
El Gunners Football Club es un equipo de fútbol de Zimbabue que participa en la Liga Premier de Zimbabue, la liga de fútbol más importante del país.

## Historia
Fue fundado en la capital Harare y solo cuenta con un título de liga obtenido en su primera temporada en la liga, y 1 participación a nivel internacional, en la Liga de Campeones de la CAF 2010.

## Palmarés
- Liga Premier de Zimbabue: 1

2009

## Participación en competiciones de la CAF
| Temporada | Torneo                      | Ronda      | Club       | Casa | Visita | Global |
| --------- | --------------------------- | ---------- | ---------- | ---- | ------ | ------ |
| 2010      | Liga de Campeones de la CAF | Preliminar | Mafunzo FC | 4-0  | 2-1    | 6-1    |
| 2010      | Liga de Campeones de la CAF | 1          | Al-Ahly    | 1-0  | 0-2    | 1-2    |